# Bill Blass
William Ralph Blass (Fort Wayne, 22 juni 1922 - New Preston, 12 juni 2002) was een Amerikaans modeontwerper die in zijn land toonaangevend was.
De vader van Blass pleegde zelfmoord toen Blass vijf jaar was. Blass begon op jonge leeftijd met het natekenen van jurken die hij in films en tijdschriften zag. Na de voltooiing van de middelbare school begon hij zijn creaties naar bedrijven in New York te sturen en kon een deel van die ontwerpen verkopen.
Op zeventienjarige leeftijd vertrok Blass naar New York en begon met zijn studie modeontwerpen aan de Parsons School of Design.
Tijdens de Tweede Wereldoorlog was hij militair bij de The 603rd Camouflage Engineers, waar hij deel uitmaakte van een groep die the Ghost Army ('Spookleger') ontwierp: nagemaakte voertuigen en kampementen om de tegenstander te misleiden.
Na de Tweede Wereldoorlog ging Blass naar Anna Miller & Co. als ontwerper. Zijn werk was zeer succesvol en hij werd hoofdontwerper. In 1970 kocht hij de firma en doopte die om tot Bill Blass Limited. Met dat bedrijf zette hij de standaard voor de Amerikaanse glamourstijl. In deze tijd werd Blass als de belangrijkste modeontwerper van Amerika gezien.